# V645 Возничего
V645 Возничего (лат. V645 Aurigae), HD 43752 — двойная затменная переменная звезда типа Алголя (EA) в созвездии Возничего на расстоянии приблизительно 3437 световых лет (около 1054 парсеков) от Солнца. Видимая звёздная величина звезды — от +10,26m до +9,72m. Орбитальный период — около 10,893 суток.

## Характеристики
Первый компонент — белая звезда спектрального класса A2. Эффективная температура — около 9231 K.